# Ayerbei óratorony
A spanyolországi Ayerbében található óratorony a település egyik 18. századi műemléke.

## Története
Ayerbe már 1563-tól kezdve rendelkezett toronyórával: ez a ma már nem létező Santa María de la Cuesta-kápolnában volt található. Ezekben az időkben az óra az egyházi események időpontját jelezte, tájékoztatott a városkapuk zárásáról, valamint segített a hétköznapi élet munkáinak ütemezésében. A 18. század végén új torony és új óra létesítését tervezték: egy 1797. december 23-án testület úgy számolt, hogy ennek költsége 30 588 real és 8 réz-ezüst pénz lesz. Miután ezt a pénzt megszavazták, Tomás Gállego építőmestert bízták meg a munkálatokkal, aki az eredeti terveket, amelyek a korábbi toronyhoz hasonló épület megvalósítását tűzték ki célul, elvetette, és új tervet készített. A torony, amelyhez a lebontott Nuestra Señora de Soterraño-templom építőanyagait is felhasználták, végül 1799-re készült el.
Eredetileg egy harangja volt, de valamikor a 19. század végén vagy a 20. század elején elhelyeztek benne még egyet, ami a negyedórákat üti. 1960. szeptember 9-én a régi órát egy elektromos szerkezetre cserélték, amelyben az ingát elektromágnes mozgatta. Ugyanekkor Jesús Giménez Salas, José Giménez Nisarre és Antonio Latorre egy újabb óralapot is elhelyezett az északkeleti oldalon. Ugyancsak 1960-ban egy szirénát is elhelyeztek a tornyon, amellyel az esetleges tűzeseteket jelezhették, illetve amely az üzletek nyitására és zárására figyelmeztetett. 2003. január 7-én az épületet felvették az aragóniai kulturális örökségi javak listájára, 2006-ban pedig teljesen új óraszerkezetet kapott.

## Leírás
A közel 30 méter magas, és ezzel a település legmagasabb építménye Ayerbe belvárosában található a Baja („alsó”) vagy Ramón y Cajal nevű téren  a Juanico-ház (az egykori városháza) és az Urriés-palota közelében.
Alsó, kváderkőből kirakott, négyzet keresztmetszetű része sima, dísztelen, egyetlen kis kapuja a nyugati oldalon nyílik (bár régebben a keletin is volt egy bejárata). A fölső rész, amelyet az alsótól egy övpárkány választ el, szabálytalan nyolcszög keresztmetszetű, az alsó falakkal párhuzamos oldalain egy-egy félköríves nyílás látható, amelyeket kváderes pilaszterek szegélyeznek, míg a 45°-os szögben levágott sarkokon keletkezett felületek közül a két keletin találhatók az óralapok, a levágott részek alján pedig egy-egy volutás díszítés. A toronycsúcs nyolcszög alaprajzú gúla alakú, fedése pikkelyszerű. Csúcsán egy szélkakas, annak tetején pedig egy kereszt helyezkedik el.

## Képek

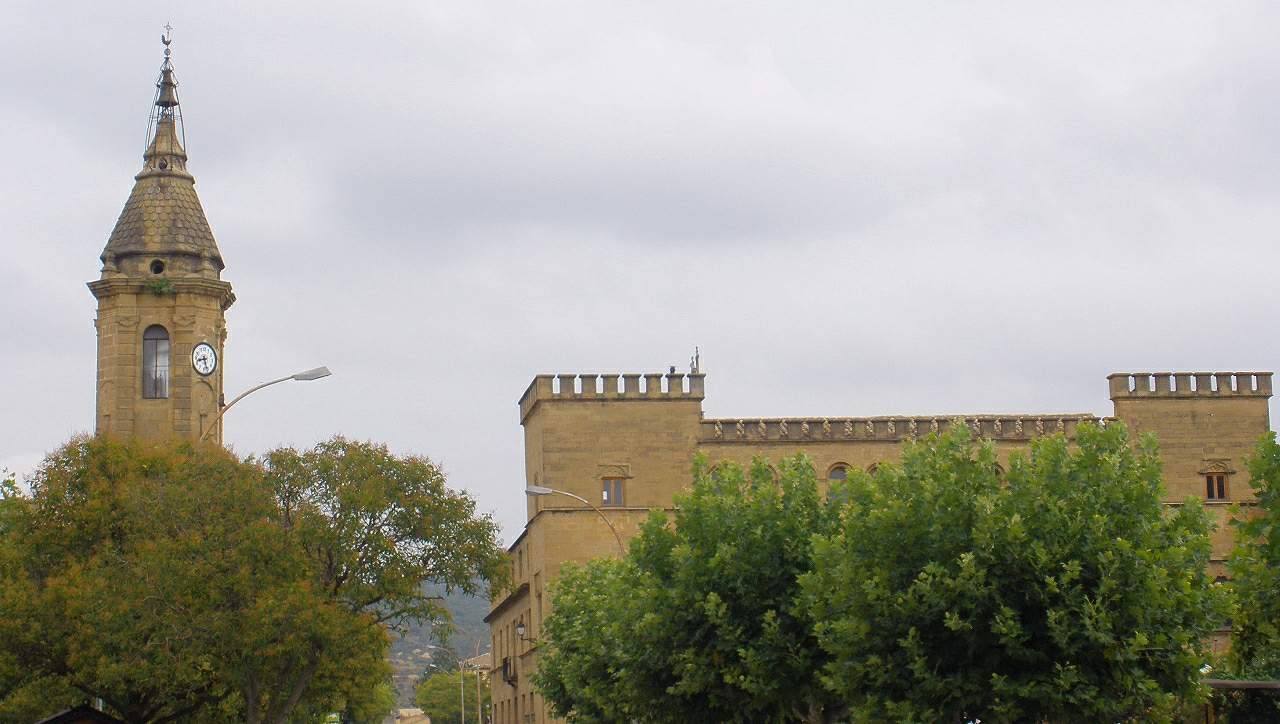
A torony és környezete
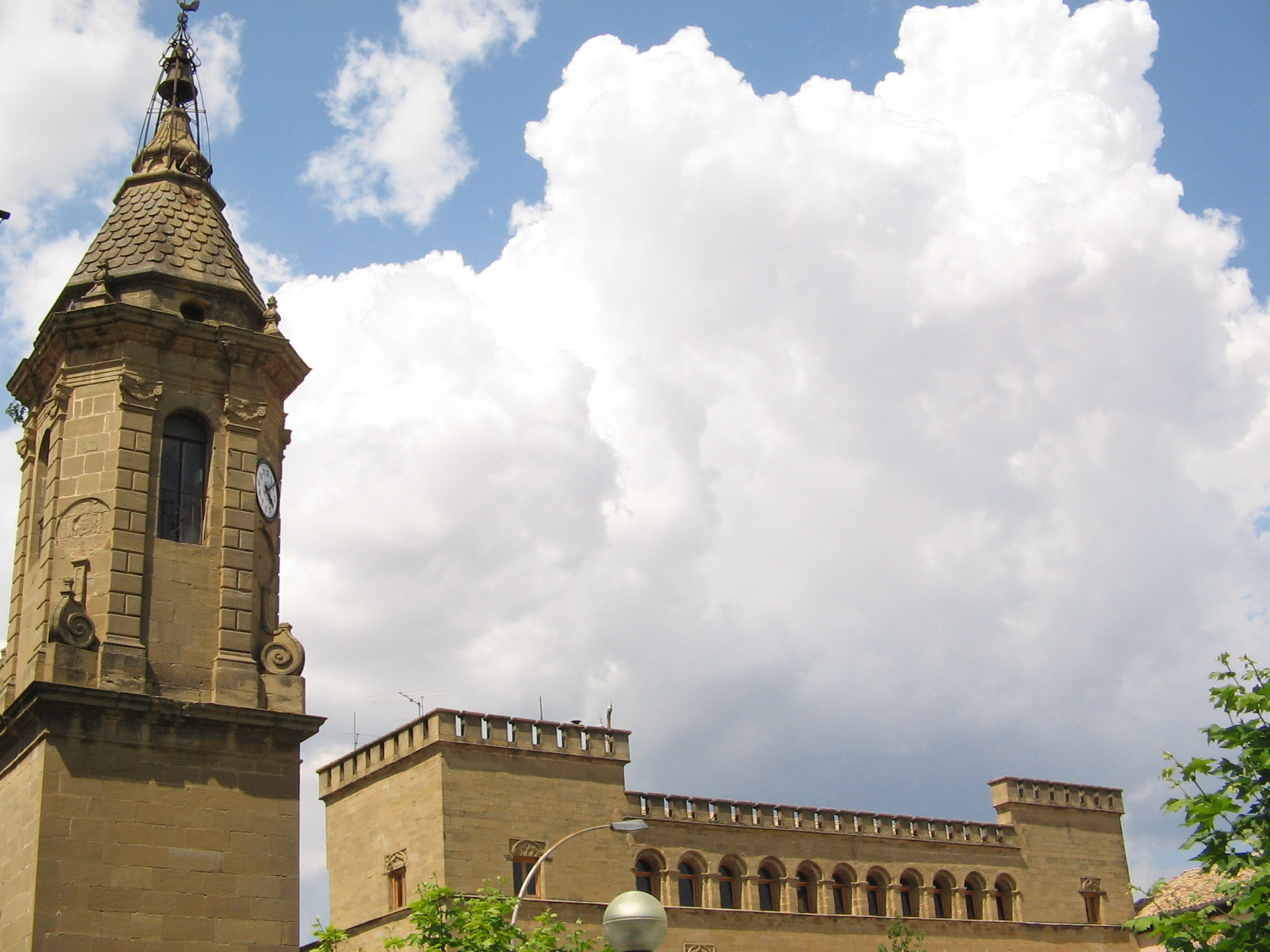
Felső rész
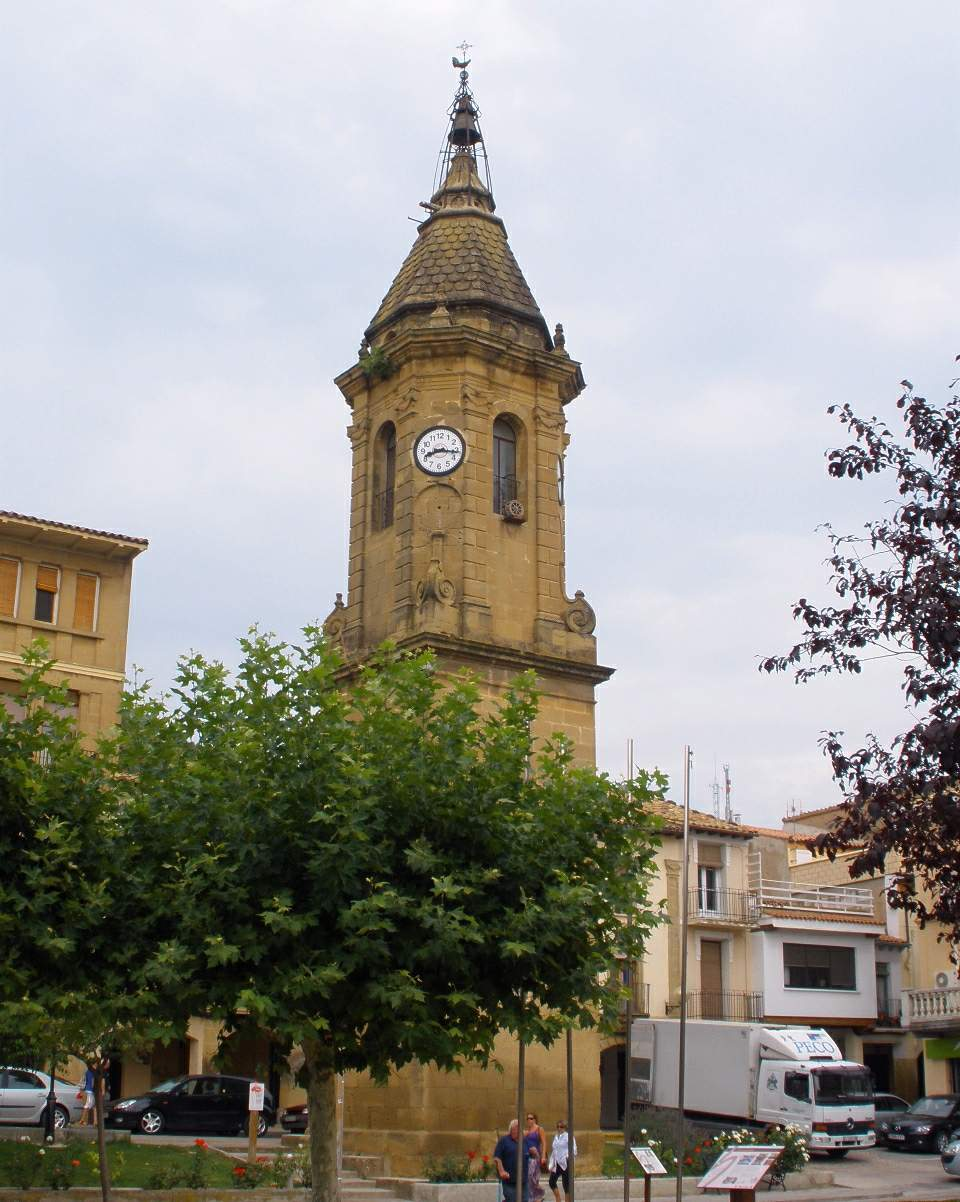
Részben egy fa takarásában